# Aleksandr Awerbuch
Aleksandr Awerbuch (hebr. אלכס אברבוך,  ros. Александр Авербух, ur. 1 października 1974 w Irkucku) – izraelski lekkoatleta, skoczek o tyczce.
Do 1999 był dziesięcioboistą, reprezentującym Rosję, jednak zmienił obywatelstwo. Największe sukcesy osiągał już w reprezentacji Izraela w skoku o tyczce. W 1999 podczas Mistrzostw Świata w Sewilli zdobył pierwszy w karierze medal, zajmując trzecie miejsce (był to zarazem pierwszy medal Izraela w Mistrzostwach Świata). Rok później podczas Halowych Mistrzostw Europy w Gandawie zdobył złoty medal. W 2001 podczas Halowych Mistrzostw Świata w Lizbonie zajął czwarte miejsce, a podczas Mistrzostw Świata w Edmonton w tym samym roku zdobył srebrny medal, na koniec sezonu zdobył jeszcze złoty medal Uniwersjady rozegranej w Pekinie. W 2002 podczas Mistrzostw Europy w Monachium zdobył złoty medal. W 2006 podczas Mistrzostw Europy w Göteborgu obronił tytuł sprzed 4 lat. Trzykrotnie reprezentował Izrael na Igrzyskach Olimpijskich (2000, 2004, 2008), jednak bez medalowych zdobyczy, najlepsze miejsce zanotował w Atenach (2004) kiedy to został sklasyfikowany na 8. pozycji.
Złoty medalista mistrzostw Rosji, Izraela oraz Olimpiady Machabejskiej.

## Rekordy życiowe
- skok o tyczce (stadion) – 5,93 (2003) rekord Izraela
- skok o tyczce (hala) – 5,86 (2001) halowy rekord Izraela